# Wikipedia in ceceno
La Wikipedia in ceceno (ceceno: Нохчийн Википеди), spesso abbreviata in ce.wiki, è l'edizione in lingua cecena dell'enciclopedia online Wikipedia.

## Storia
È stata aperta il 28 febbraio 2005.

## Statistiche
La Wikipedia in ceceno ha 601 470 voci, 1 191 217 pagine, 41 000 utenti registrati di cui 54 attivi, 3 amministratori e una "profondità" (depth) di 8.44 (al 21 marzo 2025).
È la 26ª Wikipedia per numero di voci ma, come profondità, è la 64ª fra quelle con più di 100.000 voci (al 14 ottobre 2024).

## Cronologia
- 8 gennaio 2011 — supera le 1000 voci
- 26 novembre 2013 — supera le 10.000 voci
- 2 agosto 2014 — supera le 50.000 voci ed è la 72ª Wikipedia per numero di voci
- 18 luglio 2015 — supera le 100.000 voci ed è la 52ª Wikipedia per numero di voci
- 21 settembre 2016 — supera le 150.000 voci ed è la 44ª Wikipedia per numero di voci
- 14 agosto 2018 — supera le 200.000 voci ed è la 41ª Wikipedia per numero di voci
- 8 ottobre 2020 — supera le 300.000 voci ed è la 34ª Wikipedia per numero di voci
- 22 agosto 2021 — supera le 400.000 voci ed è la 32ª Wikipedia per numero di voci
- 6 novembre 2022 — supera le 500.000 voci ed è la 29ª Wikipedia per numero di voci
- 9 giugno 2023 — supera le 600.000 voci ed è la 25ª Wikipedia per numero di voci